# Пашуки (Шепетовский район)
Пашуки (укр. Пашуки) — село в Шепетовском районе Хмельницкой области Украины.
Население по переписи 2001 года составляло 476 человек. Почтовый индекс — 30423. Телефонный код — 3840. Занимает площадь 0,093 км². Код КОАТУУ — 6825582303.

## Местный совет
30423, Хмельницкая обл., Шепетовский р-н, с. Городище, ул. Пяскорского